# Youngomyia spinosa
Youngomyia spinosa är en tvåvingeart som beskrevs av Grover 1979. Youngomyia spinosa ingår i släktet Youngomyia och familjen gallmyggor. Inga underarter finns listade i Catalogue of Life.